# Franz Schwäbl
Franz Xaver Schwäbl (* 5. Mai 1890 in Regensburg; † 8. März 1951 ebenda) war ein deutscher Architekt und kommunaler Baubeamter in Ingolstadt.

## Werdegang

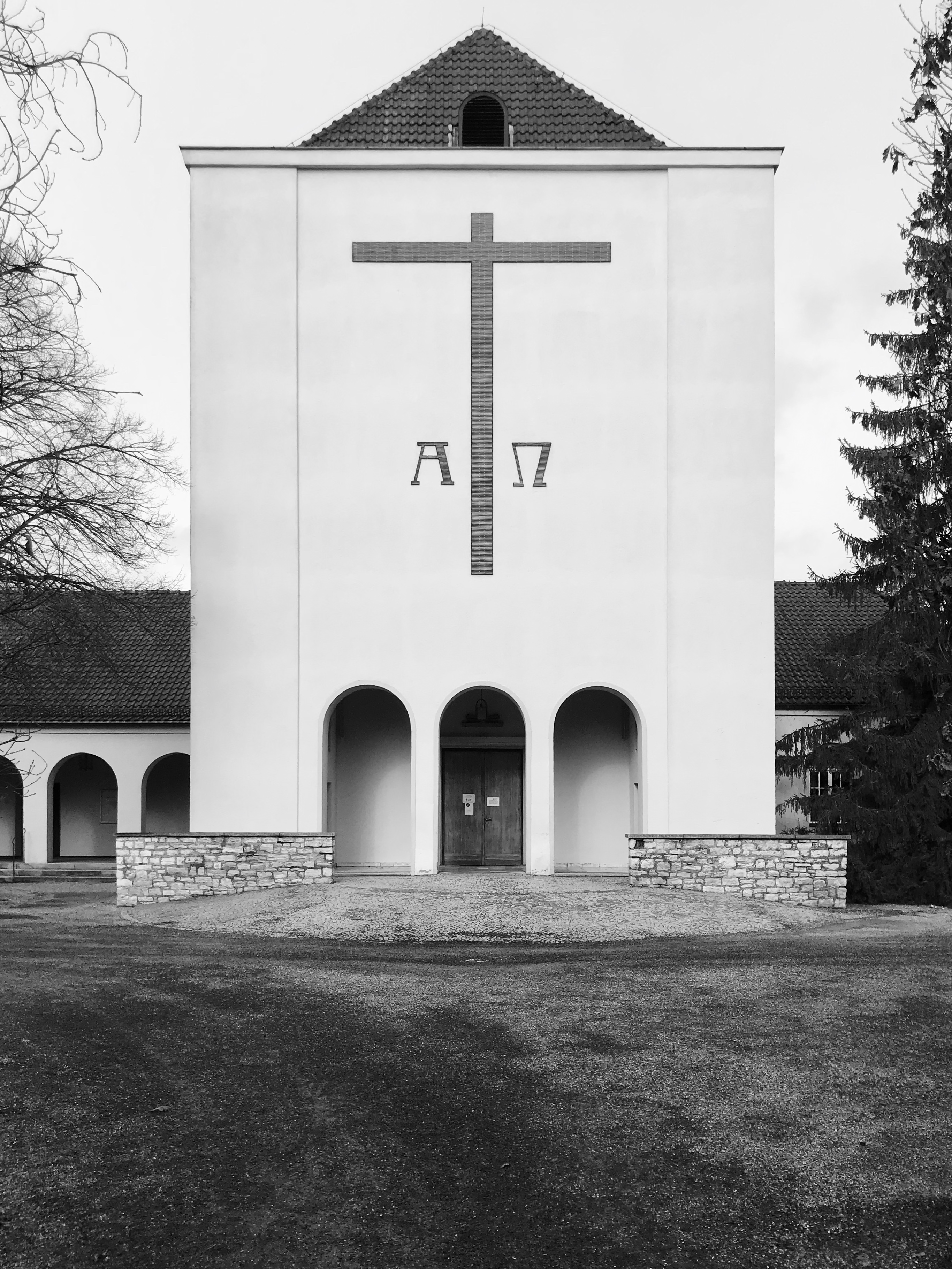
Aussegnungshalle in Ingolstadt

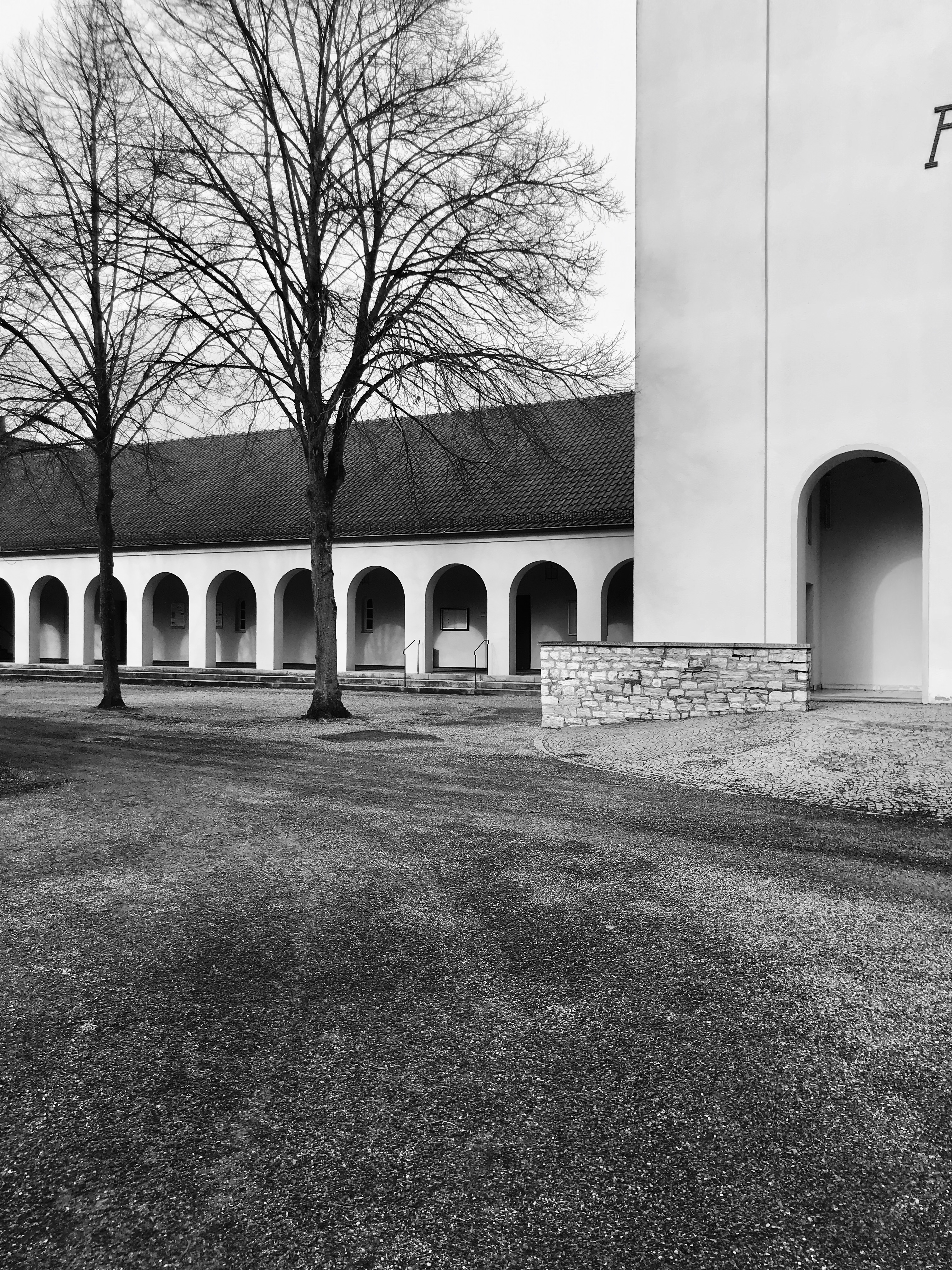
Westfriedhof Ingolstadt

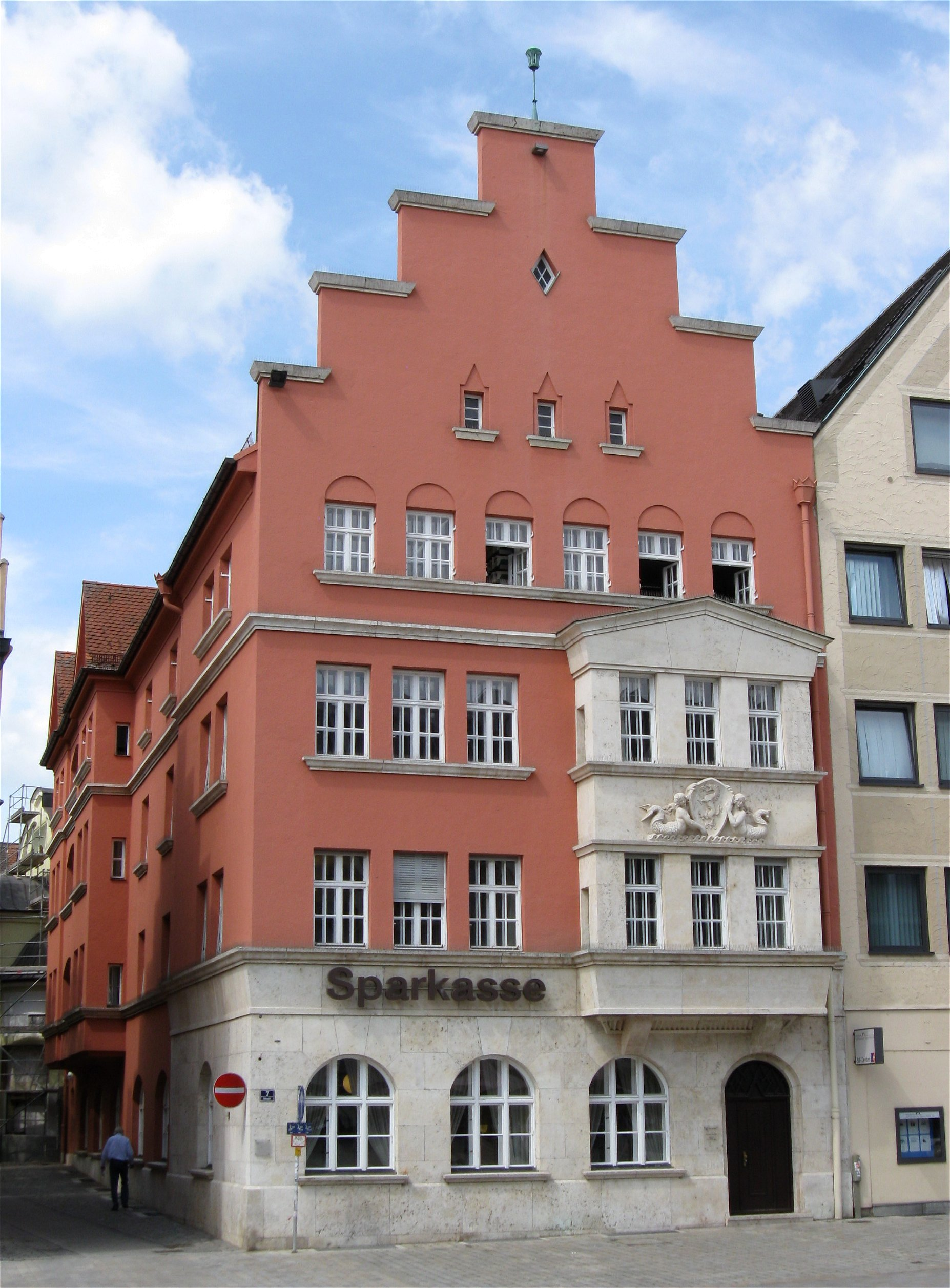
Rathausplatz 7 in Ingolstadt

Schwäbl kam als Sohn des Reallehrers Franz Xaver Schwäbl in Regensburg zur Welt. Er besuchte bis 1909 das Alte Gymnasium und studierte danach Architektur an der Technischen Hochschule München, wo er 1913 mit dem Staatsexamen abschloss. Danach war er im Vorbereitungsdienst beim Landbauamt Regensburg tätig. 1918 promovierte er an der Technischen Hochschule München bei Theodor Fischer zum Dr.-Ing.; das Thema seiner Dissertation war die Basilika St. Emmeram in Regensburg, mit deren Baugeschichte er sich auch später weiter beschäftigte. 1919 ging Franz Schwäbl nach Ingolstadt und war dort über 25 Jahre lang als Stadtbaurat tätig. Von 1928 bis 1945 war er Vorstand des Historischen Vereins Ingolstadt. 1947 wurde er Leiter des Bauwesens in Regensburg. Dort starb er 1951.

### Archäologie
Mit Josef Reichart rettete er wichtige Funde aus dem Oppidum von Manching vor der Vernichtung. Diese werden heute im Stadtmuseum Ingolstadt ausgestellt.

## Bauten
- 1925: Sparkasse und Wohnhaus in Ingolstadt, Rathausplatz 7 (unter Denkmalschutz)[4][5]
- 1933: Umbau des Pfründnerhauses in Ingolstadt, Goldknopfgasse 7[6] mit Maler Johannes Eppelein[7]
- 1933–1935: Neugestaltung und Erweiterung des Westfriedhofs in Ingolstadt mit Aussegnungshalle und Leichenhalle, Westliche Ringstraße 12 (unter Denkmalschutz)[8] mit Maler Oskar Martin-Amorbach[9]

## Ehrungen
- Ehrenmitgliedschaft des Historischen Vereins Ingolstadt[10]